# Блэкпульский приливной орган

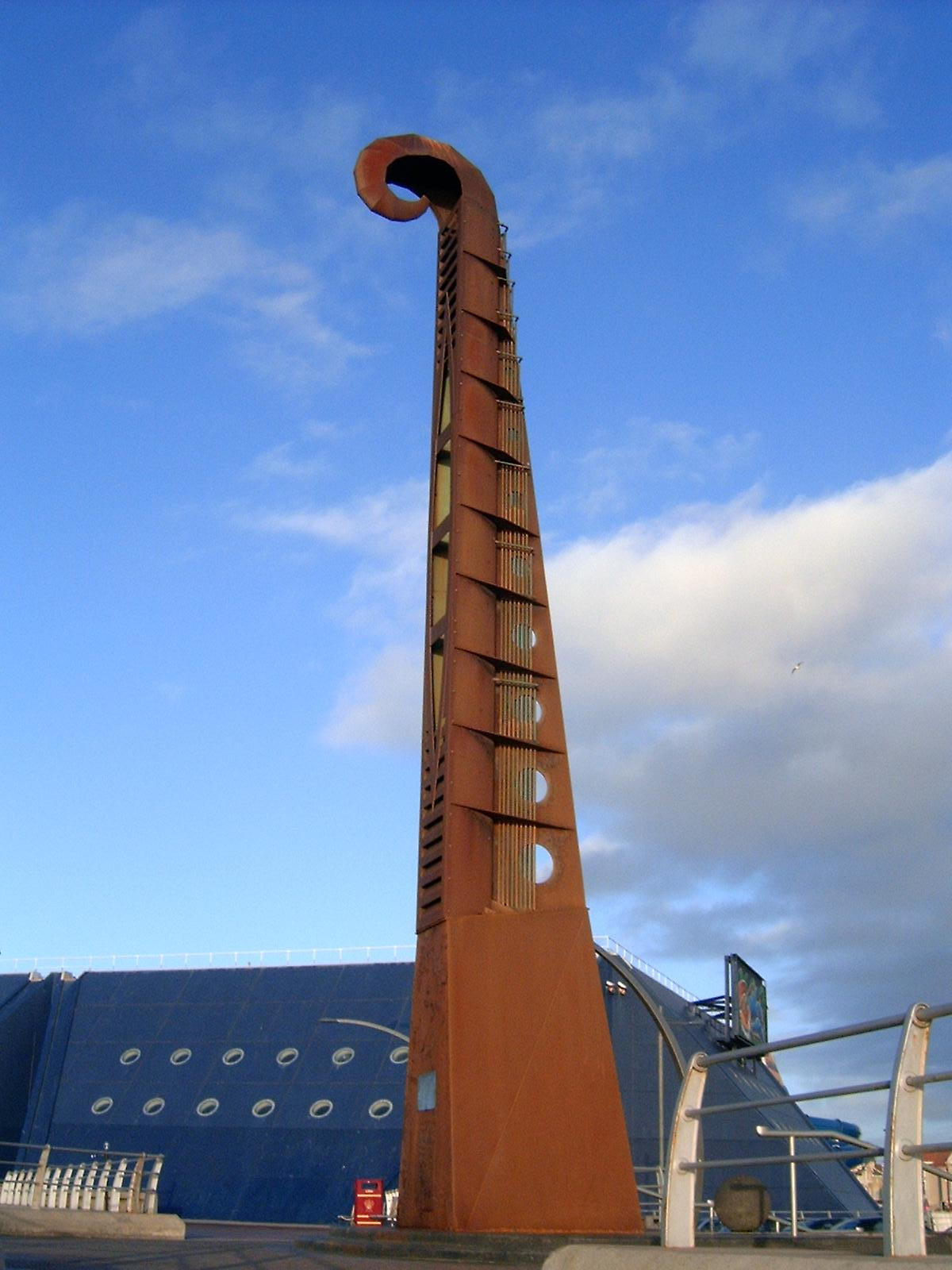

Блэкпульский приливно́й орга́н — архитектурное сооружение наподобие органа высотой 15 метров, возведённое в 2002 году как часть из серии скульптур «Великого променад-шоу», и расположенное на Новой набережной Блэкпула (Великобритания).
Это произведение искусства, описываемое как «музыкальное проявление моря», является одним из нескольких примеров приливного или морского органа; другие — Волновой орган в Сан-Франциско и Морской орган в Хорватии.
Скульптура была разработана художниками Лиамом Кертином и Джоном Гудингом, и изготовлена из бетона, стали, цинка и меди. Считается, что использование энергии волн и лепка из бетона и металлов дают уникальную интерпретацию естественной и искусственной среды Блэкпула.
Музыкальный инструмент звучит за счёт прилива волн к восьми трубам, прикреплённым снаружи к морской стене-дамбе. Они связаны под набережной с 18 органными трубами внутри скульптуры. Волна морской воды во время прилива выталкивает воздух вверх по трубам дамбы, тем самым заставляя орган звучать. Лучшее время для прослушивания Приливного органа — два-три часа до или после прилива. В очень спокойные дни орган молчит часть своего цикла. Высота расположения труб основывается на серии гармоник в Си-бемоль мажоре.
Приливной орган является одним из небольшой группы музыкальных инструментов, способных «играть» без воздействия человека. Наиболее яркими примерами являются эолова арфа и музыкальные подвески.